# Fríða Á. Sigurðardóttir
Fríða Áslaug Sigurðardóttir (* 11. Dezember 1940 in Hornstrandir; † 7. Mai 2010 in Reykjavík) war eine isländische Literaturwissenschaftlerin, Bibliothekarin und Schriftstellerin.

## Leben
Nach dem Schulbesuch und einem Studium war Fríða Á. Sigurðardóttir von 1964 bis 1970 als Bibliothekarin an der Amerikanischen Bibliothek der Universität Island (Háskóli Íslands) tätig. Anschließend war sie dort Mitarbeiterin an der Fakultät für Philosophie sowie danach von 1973 bis 1975 Dozentin an der Universität Island sowie der damals noch eigenständigen Pädagogischen Hochschule (Kennaraháskoli Íslands). Im Anschluss studierte sie an der Universität Island und erwarb dort 1979 einen Magister.
Nachdem sie seit 1978 hauptberuflich als Schriftstellerin gearbeitet hatte, gab sie 1980 ihr eigentliches literarisches Debüt mit Þetta er ekki alvarlegt, einer Sammlung von Kurzgeschichten. Im Anschluss folgten neben weiteren Kurzgeschichten auch Übersetzungen ausländischer Autoren.
Für ihren Roman Meðan nóttin líður wurde sie 1990 mit dem Isländischen Literaturpreis und 1992 mit dem Literaturpreis des Nordischen Rates ausgezeichnet. Der Roman erschien 1998 erstmals in deutscher Übersetzung unter dem Titel Ninas Geschichte, nachdem er zuvor bereits ins Englische sowie andere europäische Sprache übersetzt worden war.
Darüber hinaus verfasste sie literaturwissenschaftliche Aufsätze in Fachzeitschriften sowie eine Abhandlungen über die Bühnenwerke von Jökull Jakobsson. 2006 erschien ihr letzter Roman Í húsi Júlíu.
Fríða Á. Sigurðardóttir war Trägerin des isländischen Falkenordens (Riddarakross, Ritter), der ihr am 17. Juni 1994 verliehen wurde.

## Werke
- Íslenzk ljóð 1964–1973, eftir 61 höfund, 1976
- Leikrit Jökuls Jakobsonar, 1980
- Þetta er ekkert alvarlegt, Kurzgeschichten, 1980
- Sólin og skugginn, 1981
- Við gluggann, Kurzgeschichten, 1984
- Eins og hafið, 1986
- Meðan nóttin líður, 1990
- Í luktum heimi, 1994
- Maríuglugginn, 1998
- Sumarblús, Kurzgeschichten, 2000
- Í húsi Júlíu, 2006